# Market Tower
Market Tower es un rascacielos ubicado en la esquina de las calles Illinois y Market en la ciudad de Indianápolis, en el estado de Indiana (Estados Unidos). Consiste en una torre de estilo postmodernista que se completó en 1988 y tiene 32 pisos. Es el cuarto edificio más alto de la ciudad y el quinto más alto del estado de Indiana. Las 8 agujas en la parte superior de la torre no están incluidas en la altura del edificio, que es de 128,17 metros. Market Tower es el segundo edificio de hormigón armado más alto del estado de Indiana. Se utiliza principalmente para oficinas y no tiene plataforma de observación.